# Olivier Marboeuf
Olivier Marboeuf, né en 1971, est un auteur, commissaire d'exposition et producteur de cinéma.
Originaire de Guadeloupe, il effectue d'abord des études de biologie et de mathématiques. En 1992, il rencontre l'auteur Yvan Alagbé avec qui il fonde en 1994 les éditions Amok, qui seront un des pivots de la vague d'éditeurs indépendants de l'époque (L'Association, Cornélius, Ego comme X, 6 Pieds sous terre, ou encore Fréon, avec qui Amok fusionnera sous le nom Frémok. Les éditions Amok ont publié la revue Le Cheval sans tête.
De 2004 à 2018, il est directeur artistique de l'Espace Khiasma (Les Lilas), centre dédié à la création visuelle et littéraire actuelles, notamment sous l'angle des représentations minoritaires et des théories postcoloniales.
Il gère la société de production cinématographique Spectre Productions, qu'il a fondée en 2013.

## Publications

### Bandes dessinées
- Yvan Alagbé (dessin) et Olivier Marboeuf (scénario), Valse dans un seul corps, Vents d'Ouest, 1993
- Yvan Alagbé (dessin) et Olivier Marboeuf (scénario), Ville prostituée, Vents d'Ouest, 1993
- Olivier Marbeuf (dessin, textes), Une ville, un mardi, Amok, 2000 (ISBN 9782911842412)

### Essais
- Olivier Marbeuf, Les matières de la nuit, Rennes, éditions du Commun, 2022 (ISBN 979-10-95630-57-9)
- Olivier Marbeuf, Suites décoloniales : s'enfuir de la plantation, Rennes, éditions du Commun, 2022 (ISBN 979-10-95630-50-0)